# Mark Francis (Maler)

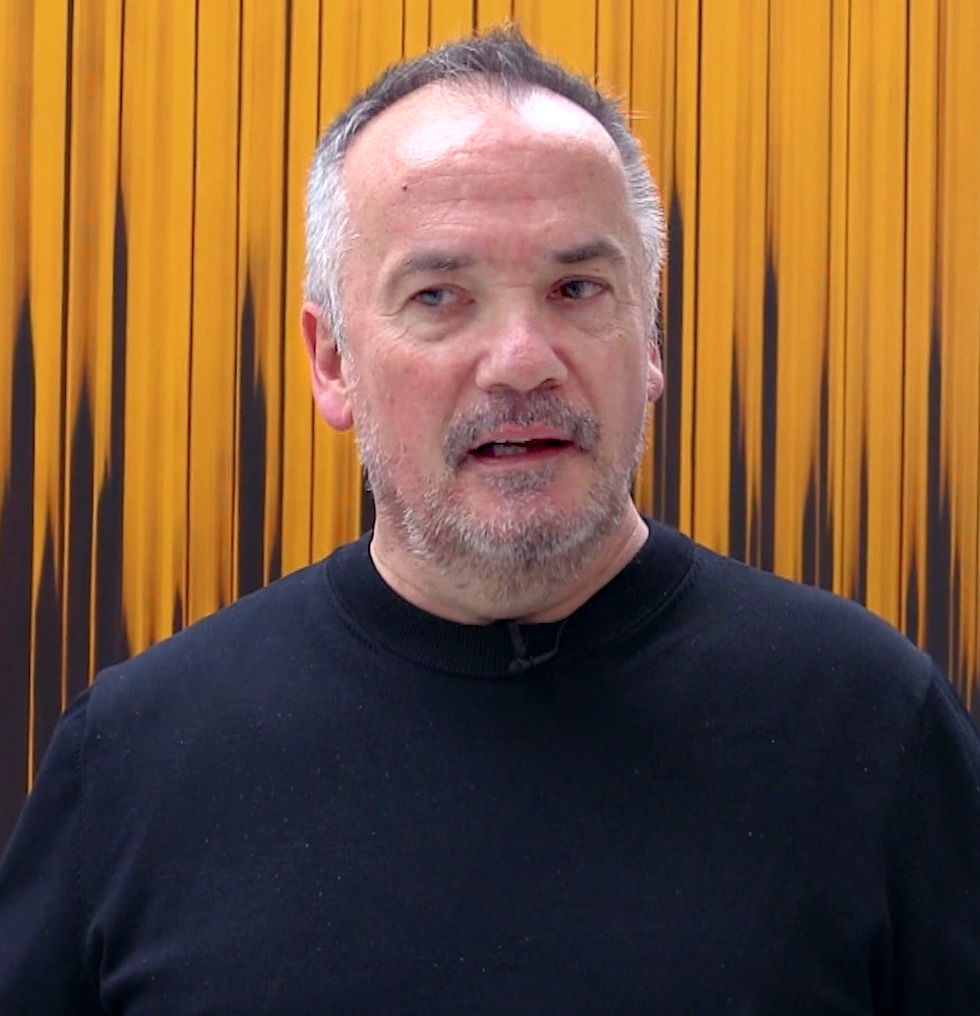
Mark Francis

Mark Francis (* 1962 in Newtownards, Nordirland) ist ein nordirischer Maler. Er lebt und arbeitet in London.

## Leben
Mark Francis studierte von 1980 bis 1985 Malerei an der St. Martin’s School of Art. Im Anschluss studierte er an der Chelsea School of Art, wo er 1986 seinen Master of Arts in Malerei abschloss.
Zu seinen Ausstellungen zählen die Hugh Lane Municipal Gallery Dublin, das irische Museum für moderne Kunst Glen Dimplex, die Milton Keynes Gallery, die City Art Gallery Manchester und die Ausstellung Sensation der Saatchi Collection, Royal Academy.

## Werk
Mark Francis beschäftigt sich in seiner Malerei mit der Sichtbarmachung des Verborgenen. Gemälde von einzigartiger optischer Intensität – kraftvolle, scheinbar abstrakte Kompositionen aus konzentrierten Strukturen und starken Farbkontrasten, die hauptsächlich auf dem beruhen, was dem menschlichen Auge ohne Technische Hilfe verborgen bleibt.
Seine Bildmotive stammen aus mikroskopischen Bildern von kleinstem organischem Material, visuelle Welten, die durch den in die Materie eindringenden Blick von Elektronenmikroskopen zugänglich gemacht wurden. Aber auch grafische Aufzeichnungen von Schallwellen und Daten, die von Radioteleskopen empfangen wurden, verwendet er als bildliche Bezugspunkte, um entfernte Zonen des Kosmos zu kartieren.
Durch diese Kartierung erforscht Francis die Begriffe Chaos und Ordnung und lotet aus, wie scheinbar chaotische und zufällige Formationen in einem größeren, beinahe unverständlichen logischen Zusammenhang stehen.
Francis entwickelte seinen Malstil seit den 1990er Jahren. Obwohl er inhaltlich von den anderen „Young British Artists“ weit entfernt ist, ist er eine der wichtigsten Figuren dieser Bewegung.

## Ausstellungen (Auswahl)

### Einzelausstellungen
- 2021: Reverb, Bernhard Knaus Fine Art, Frankfurt am Main[1]
- 2020: Re-Sound, Graphic Studio Gallery, Dublin, Irland
- 2019: Gallery Forsblom, Helsinki, Finnland
- 2019: White Light, Kerlin Gallery, Dublin, Irland
- 2018: Spectra, Luca Tomassi Arte Contemporanea, Mailand, Italien
- 2016: Galeria Pelaires, Palma, Mallorca, Spanien
- 2014: Evidence of Absence, Dirimart, Istanbul, Türkei
- 2010: Galerie Thomas Schulte, Berlin, Deutschland
- 2010: Arena, Abbot Hall Art Gallery, Cumbria, England
- 2008: Pulse Dublin City Gallery The Hugh Lane Gallery, Dublin, Irland
- 2008: Galerie Stadtpark, Krems, Österreich
- 2004: Maureen Paley/Interim Art, London, England
- 2003: Michael Kohn Gallery, Los Angeles, USA
- 2002: Galerie Wilma Lock, St Gallen, Schweiz
- 2002: Gallery Anne de Villepoix, Paris, Frankreich
- 2000: Elements, Milton Keynes Gallery, London[2]
- 1999: Mary Boone Gallery, New York, USA
- 1999: Kohji Ogura Gallery, Nagoya, Japan
- 1998: Kohn Turner Gallery, Los Angeles, USA
- 1996: Terra Nova – New Territories, Harewood House, Leeds, England

### Gruppenausstellungen
- 2020: Multilayer, Vision 20/20, Raum Schroth, Museum Wilhelm Morgner, Soest, Deutschland
- 2017: Abstract Painting Now, Kunsthalle Krems, Österreich
- 2015: Strukturen/Structures, Newlyn Art Gallery, The Exchange, Penzance, England
- 2014: Strukturen/Structures, Kunsthalle Wilhelmshaven, Deutschland
- 2010: Cream – Kiasma, Museum of Contemporary Art Kiasma, Helsinki, Finnland
- 2010: Next Generation. Einblicke in junge Ostschweizer Privatsammlungen, Kunstmuseum St. Gallen, Schweiz
- 2008: For the Spirit. From the UBS Art Collection, Mori Art Museum, Tokyo, Japan
- 2008: Genesis. Die Kunst der Schöpfung, Zentrum Paul Klee, Bern, Schweiz
- 2007: Die Kunst zu sammeln, Museum Kunstpalast, Düsseldorf, Deutschland
- 2005: Size Matters, Arts Council England Touring Collections, London, England
- 2002: John Moores 22, Walker Art Gallery, Liverpool, England
- 2000: Premio Michetti: Europe, different perspectives in painting, Museo Michetti, Francavilla al Mare, Italien
- 1999: Macro–Micro. Contemporary Painters Negotiate Small Truths, Blanton Museum of Art, Austin, USA
- 1999: Zero Zero Four Four, PS1-Gallery, New York, USA
- 1999: Postmark: An Abstract Effect, Site Santa Fe, New Mexico, USA
- 1998: Post Naturam – nach der Natur, Geologisch-Paläontologisches Museum der Westfälischen Wilhelms-Universität Münster Münster, Deutschland
- 1998: Sensation, Saatchi Collection; Museum für Gegenwart, Berlin, Deutschland
- 1997: Sensation, Saatchi Collection, Royal Academy of Art, London, England
- 1997: Residue, Douglas Hyde Gallery, Dublin, Irland
- 1996: Absolut Vision. New British Painting in the 1990’s, Modern Art Oxford, Oxford, England
- 1996: IMMA/Glen Dimplex Artists Award exhibition, Irish Museum of Modern Art, Dublin, Irland
- 1995: Testing the Water, Tate Gallery, Liverpool, England
- 1995: The Adventure of Painting, Kunstverein Düsseldorf, Deutschland
- 1993: A Decade of Collecting, Tate Gallery, London, England
- 1989: Christie’s New Contemporaries, Royal College of Art, London, England

## Sammlungen (Auswahl)
- ACC Bank, Dublin
- Anglo Irish Bank
- Arts Council of England
- Buffalo AKG Art Museum, Buffalo, NY
- American Express Collection
- Bank of Ireland
- Bank of America, Dublin
- Bank of Scotland, Dublin
- British Council, London
- Caldic Collection / Museum Voorlinden, Den Haag
- Cleveland Clinic Art Foundation Program, Lyndhurst, Ohio
- Contemporary Arts Society, London
- Crawford Municipal Art Gallery, Cork
- de Young Museum, San Francisco
- Detroit Institute of Arts, Detroit, Michigan
- Deutsche Bank, Frankfurt
- Deutsche Morgan Grenfell, London
- Dublin City Gallery The Hugh Lane
- European Parliament
- General Mills Inc.
- Goldman Sachs International, London
- Government Art Collection, London[3]
- The Hallmark Art Collection, Hallmark Cards, Inc., Kansas City, Missouri
- Irish Museum of Modern Art, Dublin[4]
- Hunterdon Art Museum, Clinton, New Jersey
- KIASMA Museum of Contemporary Art Helsinki, Finland
- Lambert Collection, Zurich
- Machida City Museum Of Graphic Art, Tokyo
- Manchester City Art Gallery, Manchester
- Merrill Lynch & Co, Inc., New York
- Merrill Lynch International Bank, London
- Metropolitan Museum of Art, New York
- Microsoft Art Collection, Microsoft Corporation, Redmond, Washington State
- Museum of Modern Art, Miami
- Nat West Group Art Collection, London
- The Rowan Collection Belfast
- Saatchi Collection, London
- Sarah Hilden Art Museum, Tampere, Finland
- The Saint Louis Art Museum, St. Louis, Missouri
- Tate Gallery, London[5]
- UBS Art Collection, Zurich, Switzerland
- Ulster Museum, Belfast
- Unilever Plc, London
- University of Massachusetts at Amherst, Amherst, Massachusetts
- University of Warwick Art Collection[6]
- Victoria and Albert Museum, London
- Wellmark BlueCross Blue Shield Corporate Art Collection, Des Moines, Iowa